# Alexandre Sarr
Alexandre Dam Sarr (* 26. April 2005 in Bordeaux) ist ein französischer Basketballspieler.

## Werdegang
Sarr verließ 2019 sein Heimatland und wechselte in den Nachwuchsbereich des spanischen Großklubs Real Madrid. 2021 ging er in die Vereinigten Staaten und wurde der erste europäische Spieler in der US-Jugendleistungsliga Overtime Elite. Dort spielte er zunächst für die Mannschaft Team Overtime, dann für die YNG Dreamerz.
Im Sommer 2023 nahm Sarr ein Angebot aus Australien an: Er wurde Mitglied der Perth Wildcats und in das Förderprogramm der National Basketball League aufgenommen, in dem junge Spieler auf den Sprung in die nordamerikanische NBA vorbereitet werden sollen. Für Perth bestritt der Franzose im Laufe der Saison 2023/24 eine Gesamtzahl von 27 Spielen (9,4 Punkte je Begegnung). In manchen Vorschauranglisten wurde Sarr als derjenige Spieler geführt, der im NBA-Draftverfahren 2024 an erster Stelle ausgewählt werden würde. Es wurde letztlich der zweite Platz hinter seinem Landsmann Zaccharie Risacher. Dass mit Sarr und Risacher zwei Franzosen an erster und zweiter Stelle des Draftverfahrens ausgewählt wurden, bedeutete des Weiteren, dass erstmals in der NBA-Geschichte zwei Spieler, die von außerhalb der Vereinigten Staaten stammen, im selben Jahr die beiden Spitzenplatzierungen belegten.

### Nationalmannschaft
Mit den französischen Jugendnationalmannschaften gewann Sarr 2022 bei der U17-Weltmeisterschaft Bronze sowie 2023 bei der U19-Weltmeisterschaft Silber.

### Familie
Sarrs älterer Bruder Olivier wurde ebenfalls Berufsbasketballspieler. Vater Massar Sarr, der aus dem Senegal stammt, spielte ebenfalls leistungsbezogen Basketball.